# 東島 (克羅澤群島)

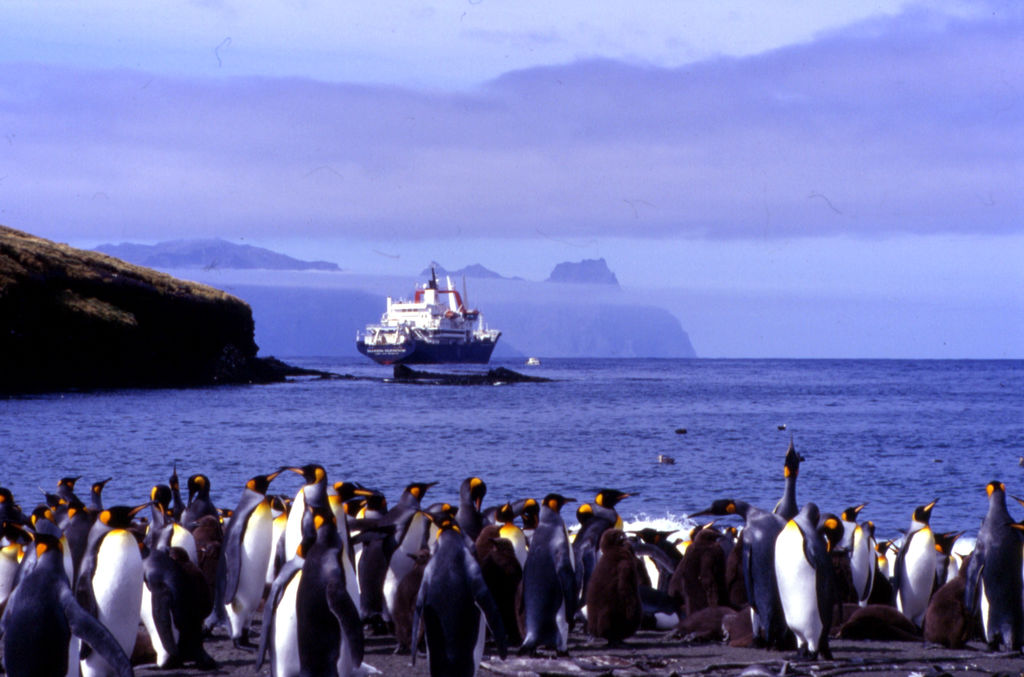

東島（法語：Île de l'Est）是法屬南部領地的島嶼，位於波塞申島以東20公里的印度洋南部，屬於克羅澤群島的一部分，長18公里、寬8公里，面積130平方公里，最高點海拔高度1,090米。
46°25′S 52°12′E / 46.417°S 52.200°E